# Ferdinand Tönnies
Ferdinand Tönnies (26. července 1855 Oldenswort – 9. dubna 1936 Kiel) byl německý sociolog, ekonom a filosof. Je znám především pro svou sociologickou typologii, kde tradiční pospolitost (Gemeinschaft) staví proti moderní společnosti (Gesellschaft) , dále se zabýval rovněž studiem sociálních norem, sociologií povolání a výzkumem veřejného mínění, kde je pokládán za průkopníka. Spolu s M. Weberem a G. Simmelem založil v roce 1909 Německou společnost pro sociologii (Deutsche Gesellschaft für Soziologie).

## Život
Ferdinand Tönnies strávil své dětství na statku v obci  Eiderstedt v severoněmeckém Šlesvicko-Holštýnsku, a po odchodu svého otce do důchodu ve městě Husum. V roce 1872 se Tonnies přihlásil k vlasteneckému entuziasmu na Štrasburské univerzitě, ale díky využití svobody pohybu pro německé studenty postupně přestoupil na univerzity v Jeně, Bonnu, Lipsku a Tübingenu, kde nakonec získal roku 1877 doktorát klasické filozofie. I poté jeho zájmy směřovaly k politické filozofii a sociálním problémům. Finanční prostředky otce mu později umožnily věnovat se postdoktorálnímu studiu. Tönnies šel na berlínskou univerzitu, a pak do Londýna, kde započal studia Hobbesianismu, směru vycházejícího z myšlenek politického filozofa Thomase Hobbes, a teorie Gemeinschaft a Gesellschaft. Od roku 1881 až do roku 1933 přednášel na univerzitě v Kielu, odkud byl vyhnán nacisty a tři roky nato zemřel.

## Gemeinschaft a Gesellschaft
Tönnies rozlišoval mezi dvěma typy sociálního seskupení Gemeinschaft a Gesellschaft, které jsou do češtiny nejčastěji překládány jako pospolitost a společnost. Tyto koncepty slouží k pojmenování dvou typů společenské vazby, společnosti. V této teorii Tonnies mluví o dvou formách lidské vůle. „Wesenwille“ neboli organická vůle, jež je základem Gemeinschaftu. A pro Gesellschaft „Kurwille“, což znamená v nejvhodnějším českém překladu vůle arbitrální nebo libovůle.
Pospolitost (Gemeinschaft) je postavena na pokrevních svazcích typické pro rodinu, kde lidé žijí v pospolitém životě a hluboké solidaritě, avšak to platí i pro jiné sociální vazby jako sousedství či dokonce i život v malé vesnici. Jedná se o živoucí organismus, ve kterém vztahy hrají klíčovou roli. Častokrát převládá obecný zájem v sociálních vazbách, které jsou řízeny zvyky a obyčeji. To všechno vychází z vůle jednání vnitřních potřeb a přirozeného stavu.
Společnost (Gesellschaft) lze přirovnat zejména k akciovým společnostem, velkoměstům. A právě v takovýchto příkladech jsou lidé spjati pouze vnější konvencí. Osoby jsou na sobě nezávislé, izolovány od ostatních, přestože je sjednocuje racionální účel. Jedinci jde o určité zájmy a cíle, založené na kalkulu a osamostatněném myšlení.
Hlavním záměrem Tönniese bylo za pomocí G. a G., popsat dějinný vývoj. Oba tyto pojmy mají představovat dějinné epochy směřující určitým vývojem a to od pospolitosti ke společnosti. Díky průmyslové revoluci, která zapříčinila mnoho společenských změn, se člověk mění na masového a stádního. Vztahy se formalizují a člověk je více izolován od ostatních. Tönnies nikde neprohlašoval, že ve světě se vyskytují jen tyto čisté podoby sociálních seskupení, jelikož každá společnost se skládá z prvků G. a G. Touto svou nejvýznamnější prací ovlivnil celou řadu významných sociologů, jako byli Emil Durkheim, Max Weber či George Simmel.

## Další studie Ferdinanda Tönniese
K empirickým studiím Ferdinanda Tönniese patří vzorce sňatkového chování, kriminální chování, pozice dělníků v docích a sociální podmíněnost názorů a postojů. Ve Šlesvicku-Holštýnsku zkoumal příčiny sebevražednosti.

## Hlavní práce
- Gemeinschaft und Gesellschaft (1887)
- Thomas Hobbes, Leben und Lehre (1896)
- Die Sitte (1909)
- Marx: Leben und Lehre (1921)
- Kritik der öffentlichen Meinung (1922)
- Einführung in die Soziologie (1931)[1]

## Další díla
- De Jove Ammone questionum specimen, Phil. Diss., Tübingen 1877
- Der Nietzsche-Kultus, [1897], Tönnies-Forum, Kiel ²2005
- Schiller als Zeitbürger und Politiker, Buchverlag der Hilfe, Berlin-Schöneberg 1905
- Strafrechtsreform, Pan, Berlin 1905
- Philosophische Terminologie in psychologisch-soziologischer Ansicht, Thomas, Leipzig 1906
- Die soziale Frage, [1907], Die soziale Frage bis zum Weltkriege, ed. Cornelius Bickel, Walter de Gruyter, Berlin/New York 1989
- Thomas Hobbes, der Mann und der Denker, 1910
- Der englische Staat und der deutsche Staat, Karl Curtius, Berlin 1917
- Weltkrieg und Völkerrecht, S. Fischer Verlag, Berlin 1917
- Theodor Storm, Karl Curtius, Berlin 1917
- Soziologische Studien und Kritiken, I–III, Jena 1924, 1926, 1929
- Geist der Neuzeit, [1935], 1998 (Ferdinand Tönnies Gesamtausgabe, XXII, Walter de Gruyter, Berlin/New York 1998, 3–223)
- Die Tatsache des Wollens, ed. Jürgen Zander, Duncker & Humblot, Berlin 1982
- Ferdinand Tönnies – Harald Höffding. Briefwechsel, ed. Cornelius Bickel/Rolf Fechner, Duncker & Humblot, Berlin 1989
- Ferdinand Tönnies Gesamtausgabe, I–XXIV, ed. Lars Clausen/Alexander Deichsel/Cornelius Bickel/Carsten Schlüter-Knauer/Uwe Carstens, Walter de Gruyter, Berlin/New York 1998–)